# Michal Surzyn
Michal Surzyn (* 10. září 1997) je český fotbalový obránce a bývalý mládežnický reprezentant České republiky. Aktuálně působí v FK Pardubice

## Klubová kariéra
Drtivou většinu své mládežnické kariéry strávil na Hané, kde od roku 2005 nastupoval za SK Sigma Olomouc. Tomuto klubu patří stále, za první mužstvo si ale nepřipsal ani jeden soutěžní start. Ty tak sbíral na různých hostováních. Nejprve v letech 2015 a 2016 hostoval v FK Mohelnice. Tam postoupil z Divize E do MSFL, ve třetí nejvyšší soutěži si následnou sezónu zahrál v devíti zápasech. I díky těmto výkonům se v létě 2017 objevil v kádru tehdy druholigového FK Pardubice. V červenobílé odehrál všech 16 podzimních ligových zápasů a v zimě si ho stáhl trenér Václav Jílek zpět do SK Sigma Olomouc. Tam ovšem v jarní části sezóny 2017/18 v lize nenastoupil. A tak šel znovu na hostování, celý rok 2019 strávil na hostování v MFK Vítkovice. Po konci hostování ve Slezsku se v zimě 2020 vrátil zpět do FK Pardubice. Na východě Čech půl roku poté slavil postup do první ligy. V nejvyšší soutěži si svůj debut připsal 23. srpna 2020 na půdě FK Jablonec při prohře 0:1 v prvním kole sezóny 2020/21. Svou první branku si připsal přesně o týden později, když dal vítězný gól v utkání proti FK Teplice. Pardubice tehdy zvítězily 2:1.

## Reprezentační kariéra
Na svém kontě má devět startů v mládežnických kategoriích reprezentace České republiky. Mezi lety 2016 reprezentoval výběry do 19, 20 a 21 let.